# Green Flash (AKB48單曲)
《Green Flash》是日本女性偶像團體AKB48的第39張單曲作品，由秋元康製作與作詞，並由國王唱片於2015年3月4日發行。此曲是由小嶋陽菜與柏木由紀兩名較年長的資深成員擔任center（中央位置）成員，除了是柏木首次獲得center位置的單曲外，也是AKB48首次的饒舌歌曲挑戰，在副歌中由高橋南與山本彩兩名成員實際進行饒舌演唱。單曲《Green Flash》（綠光）的歌名起源於一種可在日出或日落的瞬間看到的特殊光學現象「綠閃光」，在一些如夏威夷之類的地區流傳著如果能在日落時親眼見到綠光就能獲得幸福的說法，而歌詞中也有提及法國導演艾力克·侯麥（Éric Rohmer）在1986年時推出的電影作品——《綠光》（Le Rayon Vert）。

## 簡介
此張單曲是在AKB48上一張單曲《希望無限》（希望的リフレイン）推出約三個半月之後發行的新作品，在兩張單曲的發行日之間還夾了一張專輯，2015年1月21日發行的第六張專輯《這裡是羅德斯島、在這裡跳吧！》（ここがロドスだ、ここで跳べ!）。
演唱新曲的單曲選拔組成員名單是在2015年1月25日於東京巨蛋城表演廳所舉行的年度演唱會活動AKB48重溫時間 最佳曲目1035（AKB48 Request Hour Setlist Best 1035）之最後一日活動的安可時間發表，並當場進行了新曲首次的現場表演。之後在2月28日AKB48獲得邀請參與朝日電視台的現場轉播音樂節目《Music Station》，並在該節目中首次進行新曲的螢光幕前演出。
如同所有AKB48集團的相關唱片作品，本單曲也是採一單曲多版本方式發行。但是與大部分的AKB48專輯採用各分隊名稱作為單曲唱片版本命名的慣例不同，此張單曲採用了與第34張單曲《倘若在梧桐樹什麼的》（鈴懸なんちゃら）類似的作法，使用姊妹團體的名稱作為版本命名，推出了Type A（AKB48的A）、Type S（SKE48的S）、Type N（NMB48的N）、Type H（HKT48的H）與劇場版（劇場盤）五個收錄曲目不同的版本。其中，除了劇場版之外其他的四個主要版本還個別推出了只有在單曲發行初期銷售的初回限定版，與一般常態性銷售的通常版，二者擁有不同的附贈商品（特典）與封面設計，因此單曲實際上共擁有九個不同的銷售版本。
在各個主要版本的第三音軌中，各自收錄了一首由姊妹團體演唱的新曲作為B面曲，也就是Type A中收錄的AKB48新曲《春光 靠近的夏日》、Type S中收錄的SKE48新曲《如果世界在哭泣》、Type N中收錄的NMB48新曲《龐克搖滾》，與Type H中收錄的HKT48新曲《大人列車》。在AKB48的單曲中收錄姊妹團體歌曲原本是自第29張單曲《永遠的壓力》（永遠プレッシャー）開始，透過猜拳來決定單曲選拔組成員名單的「猜拳單曲」所使用之慣例，但因為自2014年起取消了猜拳單曲的發行，改以猜拳大會冠軍的個人單飛單曲作為取代（也就是NMB48成員渡邊美優紀的首張單飛單曲《與其溫柔不如給我一個吻》（やさしくするよりキスをして）），因此改於《Green Flash》這張單曲的各版本中收錄姊妹團體演唱曲。

## 銷售成績
2015年3月16日，首日於Oricon週榜上獲得第1名，是繼《RIVER》後第26張單曲唱片獲週榜冠軍。此作打破濱崎步連續25張單曲週榜第一的紀錄，而AKB48連續7年（2009年至2015年）皆有週冠單曲，亦更新了「早安少女組。」原先保持的女子團體紀錄（連續6年）。首週銷量約100.1萬張，是繼《變成櫻花樹》後連續20張、共計第21張單曲唱片銷售達百萬張。

## 版本與收錄內容
如同前述，《Green Flash》一共發行了Type A、Type S、Type N、Type H與劇場版共五種收錄歌曲內容不同、九種封面設計不同的版本，其中Type A、S、N、H等主要版本的包裝內除了音樂CD之外，還另行附贈一片收錄有新曲MV的DVD，只有劇場版是純收錄音樂沒有附贈影片。
為了呼應主打A面曲《Green Flash》以「眼淚」作為歌詞與MV劇情的主題，在四個主要版本的封面上擺放了化上一樣的彩妝、以一樣的流淚表情拍攝的16名單曲選拔組成員之照片。每個版本的封面各包含四名成員，其中初回限定版的照片中成員們是閉上眼睛拍照，而通常版則是睜開眼睛時的照片。
在各版本唱片收錄的曲目方面，除了主打A面曲《Green Flash》外，各版本皆另行收錄兩首B面曲。在五個版本中只有Type N與劇場版收錄了同一首B面曲《鞋與傘的故事》，因此整張單曲所有版本合計收錄了九首B面曲。在這九首B面曲中，只有僅收錄在劇場版中的《初戀的雄蕊》一曲，沒有拍攝對應的MV。

### Type A
Type A是收錄了全由AKB48成員組成的「AKB48選拔」所演唱之B面曲《春光 靠近的夏日》的版本。除此之外，在此版本中也收錄了AKB48所主演的電視劇《馬路須加學園4》（マジすか学園4）之片頭曲《來真的嗎Fight》，並且在隨附的DVD中也收錄了兩曲的MV。在封面設計上，Type A的封面與封底收錄了此次單曲的兩位center柏木由紀與小嶋陽菜，與松井珠理奈、宮脇咲良共四名成員的照片。
Type A詳細的收錄內容如下：
CD
1. 《Green Flash》
2. 《來真的嗎Fight》（マジすかFight）
3. 《春光 靠近的夏日》（春の光 近づいた夏）-「AKB48選拔」演唱曲
4. 《Green Flash》純配樂版
5. 《來真的嗎Fight》純配樂版
6. 《春光 靠近的夏日》純配樂版

DVD
1. 《Green Flash》MV
2. 《來真的嗎Fight》MV
3. 《春光 靠近的夏日》MV

### Type S
Type S是收錄了由SKE48所演唱之B面曲《如果世界在哭泣》的版本。除此之外，在此版本中也收錄了《馬路須加學園4》的片尾曲《混混搖滾》，並且在隨附的DVD中也收錄了兩曲的MV。在封面設計上，Type S的封面與封底中收錄的是川榮李奈、島崎遥香、高橋南（高橋みなみ）與山本彩四人的照片。
Type S詳細的收錄內容如下：
CD
1. 《Green Flash》
2. 《混混搖滾》
3. 《如果世界在哭泣》（世界が泣いてるなら）-「SKE48選拔」演唱曲
4. 《Green Flash》純配樂版
5. 《混混搖滾》純配樂版
6. 《如果世界在哭泣》純配樂版

DVD
1. 《Green Flash》MV
2. 《混混搖滾》MV
3. 《如果世界在哭泣》MV

### Type N
Type N是收錄了由NMB48所演唱之B面曲《龐克搖滾》的版本。除此之外，在此版本中也收錄了秋元康替NHK的老牌音樂節目《大家的歌》所寫的新曲《鞋與傘的故事》，並且在隨附的DVD中也收錄了兩曲的MV。在封面設計上，Type N的封面與封底中收錄的是生駒里奈、木崎由里亞（木﨑ゆりあ）、指原莉乃、橫山由依四人的照片。
Type N詳細的收錄內容如下：
CD
1. 《Green Flash》
2. 《鞋與傘的故事》（履物と傘の物語）
3. 《龐克搖滾》-「NMB48選拔」演唱曲
4. 《Green Flash》純配樂版
5. 《鞋與傘的故事》純配樂版
6. 《龐克搖滾》純配樂版

DVD
1. 《Green Flash》MV
2. 《鞋與傘的故事》MV
3. 《龐克搖滾》MV

### Type H
Type H是收錄了由HKT48所演唱之B面曲《大人列車》的版本。除此之外，在此版本中也收錄了此張單曲中唯一一首分隊隊曲、Team 8的《從打招呼開始》，並且在隨附的DVD中收錄了兩曲的MV。在封面設計上，Type H的封面與封底中收錄的是入山杏奈、小嶋真子、松井玲奈與渡邊麻友四人的照片。
Type H詳細的收錄內容如下：
CD
1. 《Green Flash》
2. 《從打招呼開始》（挨拶から始めよう）
3. 《大人列車》（大人列車）-「HKT48選拔」演唱曲
4. 《Green Flash》純配樂版
5. 《從打招呼開始》純配樂版
6. 《大人列車》純配樂版

DVD
1. 《Green Flash》MV
2. 《從打招呼開始》MV
3. 《大人列車》MV

### 劇場版
除了主打A面曲《Green Flash》外，劇場版收錄的B面曲是與Type N相同的《鞋與傘的故事》，與跨集團小分隊小瓢蟲Chu!的新曲《初戀的雄蕊》。本版本的封面採用了雙center柏木由紀與小嶋陽菜兩人的合照，而封底則是16名單曲選拔成員的合照。
劇場版詳細的收錄內容如下：
CD
1. 《Green Flash》
2. 《鞋與傘的故事》
3. 《初戀的雄蕊》（初恋のおしべ）-「小瓢蟲Chu! & 獨角仙Chu!」演唱曲
4. 《Green Flash》純配樂版
5. 《鞋與傘的故事》純配樂版
6. 《初戀的雄蕊》純配樂版

## 歌曲與參與成員
以下各首歌曲的參與演唱成員之所屬團體與分隊，皆是以單曲唱片發行時的時點為準，並依照AKB48集團的出席編號排序。

### Green Flash
主打單曲《Green Flash》是由總製作人秋元康作詞，作曲者是曾經替板野友美譜寫單飛單曲《Dear J》的巴西出身日裔作曲家Carlos K.，再由經常與AKB48集團合作的佐佐木裕編曲。與此曲搭配的MV，是由曾經與AKB48合作過拍攝第20張單曲《變成櫻花樹》（桜の木になろう）MV的電影導演是枝裕和執導。
參與本曲錄製與MV演出的單曲選拔組成員共有16人，並且根據成員的年齡，分成年長與年少兩組。其中，年少組的8人在MV中主要負責劇情故事部分的演出，並且全都嘗試了哭泣場景的拍攝，而年長組的8人則是負責歌唱部分的畫面。因為這樣的分組緣故，在MV中16名成員從未同時出現在同一個畫面中，影片中也沒有明確的舞蹈隊形場景，但是在舞台表演時，站在小嶋陽菜、柏木由紀兩旁的前排成員，是負責在副歌中擔任饒舌手的高橋南與山本彩。
以下為單曲選拔組的詳細成員名單，其中標示「*」記號者為負責劇情演出的年少組成員：
- AKB48
  - Team A：入山杏奈*、川榮李奈*、小嶋陽菜、島崎遙香*、高橋南
  - Team K：小嶋真子*、橫山由依
  - Team B：生駒里奈*（乃木坂46成員兼任）、柏木由紀（兼任NMB48 Team N成员）、渡邊麻友
  - Team 4：木崎由里亞*
- SKE48
  - Team S：松井珠理奈*（兼任AKB48 Team K成员）
  - Team E：松井玲奈（兼任乃木坂46成员）
- NMB48 Team N：山本彩（兼任AKB48 Team K成员）
- HKT48
  - Team H：指原莉乃
  - Team KIV：宮脇咲良*（兼任AKB48 Team A成员）

在此張單曲中雙center之一的小嶋陽菜在上一次擔任中心成員時為第33張單曲《真心電流》（ハート・エレキ）。另一位center柏木由紀雖然是已經加入團體9年的資深成員，並曾推出過數張個人單飛單曲、擁有不低的知名度，但卻是加入AKB48以後首次擔任center。

### 來真的嗎Fight
收錄於Type A第二音軌的B面曲《來真的嗎Fight》（マジすかFight）是由秋元康作詞，曾經替乃木坂46創作《夏天的Free&Easy》（夏のFree&Easy）一曲的井上智徳（井上トモノリ）作曲，並由久下真音編曲。此曲是日本電視台所播放、由AKB48演出的電視劇《馬路須加學園4》（マジすか学園4）的片頭曲，由在該片中共同擔任主角的島崎遙香與宮脇咲良兩人主唱，多名參與了該劇演出的成員一同參與。由於新曲的MV是由電視劇的片段與另行拍攝的歌唱影片剪接而成，除了參與歌曲錄製的成員外，也有許多未參與此曲演唱但有在電視劇中亮相的AKB48集團成員之鏡頭穿插。
參與此曲錄製的詳細成員名單如下：
- AKB48
  - Team A：入山杏奈、川榮李奈、島崎遥香、高橋南、小嶋陽菜
  - Team K：橫山由依
  - Team 4：木崎由里亞
- NMB48
  - Team N：山本彩（兼任AKB48 Team K成员）
  - Team BII：渡邊美優紀（兼任SKE48 Team S成员）
- HKT48
  - Team H：指原莉乃
  - Team KIV：宮脇咲良（兼任AKB48 Team A成员）

### 春光 靠近的夏日
收錄於Type A第三音軌的B面曲《春光 靠近的夏日》（春の光 近づいた夏）是由秋元康作詞，Amber作曲，並由曾替AKB48創作了《First Rabbit》一曲的馬來西亞出身作曲家楊慶豪編曲。參與此曲錄製的是16名成員所組成的「AKB48選拔」小隊，雖然只是搭配的B面曲，但列名的卻全都是有單曲選拔經驗的核心成員。
擔任此曲MV中舞蹈隊形center的是渡邊麻友，並由島崎遙香與小嶋真子在其兩旁擔任前排成員。「AKB48選拔」的詳細成員名單如下：
- Team A：入山杏奈、川榮李奈、小嶋陽菜、島崎遥香、高橋南
- Team K：北原里英、小嶋真子、橫山由依
- Team B：大和田南那、柏木由紀（兼任NMB48 Team N成员）、川本紗矢、渡邊麻友
- Team 4：加藤玲奈、木崎由里亞、峯岸南（峯岸みなみ）、向井地美音

### 混混搖滾
收錄於Type S第二音軌的B面曲《混混搖滾》是由秋元康作詞，chalaza作曲，並由經常與AKB48合作的野中「Masa」雄一編曲。與Type A中收錄的《來真的嗎Fight》對應，《混混搖滾》是《馬路須加學園4》的片尾曲，而參與此曲錄製的則是該劇的演出成員中，並未參與《來真的嗎Fight》演唱的另一批成員。此曲是由電視劇中的主要配角、AKB48的大和田南那與小嶋真子主唱，而與《來真的嗎Fight》同樣，由於新曲的MV是由電視劇片段與演唱片段剪接而成，因此也有很多並未演唱此曲的成員在MV中曝光。
參與此曲錄製的詳細成員名單如下：
- AKB48
  - Team K：小嶋真子
  - Team B：內山奈月、大島涼花、大和田南那、高橋朱里
  - Team 4：加藤玲奈、向井地美音
- SKE48
  - Team E：須田亞香里、谷真理佳
  - 研究生：松村香織
- NMB48
  - Team M：白間美瑠、矢倉楓子（兼任AKB48 Team A成员）

### 如果世界在哭泣
收錄於Type S第三音軌的B面曲《如果世界在哭泣》（世界が泣いてるなら）是由秋元康作詞，曾替SKE48譜寫單曲《接吻也是左撇子》（キスだって左利き）的川島有真作曲，野中「Masa」雄一編曲。此曲是由全由姊妹團體SKE48成員組成的「SKE48選拔」演唱，雖然只是搭配的B面曲，但參與的卻幾乎都是SKE48本身的單曲選拔組成員。
由本鄉伸明執導的本曲MV採用了像是電影預告片般的手法拍攝，背景設定在一所女子高中，敘述由SKE48成員們扮演的高中女學生們單戀著學校的男老師但卻得不到回應由愛生恨，而導致了用藥殺人的案件，再由警方介入調查哪名女學生才是真凶的劇情。由於MV中並沒有舞蹈場景因此也沒有隊形與center成員的安排，但在劇情中是由松井玲奈擔任主角。
參與此曲錄製的詳細SKE48成員名單如下：
- Team S：東李苑、北川綾巴、松井珠理奈（兼任AKB48 Team K成员）、宮澤佐江（SNH48 Team SII成员兼任）、宮前杏實
- Team KII：江籠裕奈、大場美奈、柴田阿彌、高柳明音（兼任NMB48 Team BII成员）、古川愛李、古畑奈和（兼任AKB48 Team A成员）
- Team E：木本花音（兼任HKT48 Team KIV成员）、佐藤堇（佐藤すみれ）、須田亞香里、谷真理佳、松井玲奈（兼任乃木坂46成员）

### 鞋與傘的故事
收錄於Type N與劇場版第二音軌的B面曲《鞋與傘的故事》（履物と傘の物語）是由秋元康作詞，曾替AKB48譜寫
《某人投的球》等曲的片桐周太郎作曲與編曲。這首歌是秋元康為了NHK老牌的音樂節目《大家的歌》而寫的新曲，是該節目2015年2、3月份的主題曲，也是AKB48的作品首次被該節目採用的紀錄。
有別於AKB48以J-Pop為主的音樂風格，《鞋與傘的故事》是一首只以鋼琴伴奏、像是校園合唱比賽用曲般帶有民謠風格的慢歌。搭配此曲的MV是由經常替《大家的歌》繪製影片的動畫作家南家講二創作的故事動畫，劇情呼應了歌詞內容，講述在沒落的日本鄉下車站商店街上，有兩位比鄰而居、分別開著鞋店與傘店的老婆婆之間的人生與友情故事。雖然故事主題非常單純，但懷舊的曲風之下卻觸及了鄉村青壯人口外流、產業變遷導致的小型零售業凋零等日本目前面對的社會問題，在節目中播出之後獲得非常大的迴響。因應這點唱片公司甚至提早在單曲唱片實際發行前一個月的2月5日，就開放這首歌的付費線上下載，成為整張單曲唱片中最早上市的一首歌。
參與這首歌曲錄製的8名成員皆是本次單曲選拔組的成員，由高橋南與小嶋陽菜擔任主唱，其詳細名單如下：
- AKB48
  - Team A：小嶋陽菜、島崎遥香、高橋南
  - Team K：橫山由依
  - Team B：柏木由紀、渡邊麻友
- SKE48
  - Team S：松井珠理奈（兼任AKB48 Team K成员）
- HKT48
  - Team H：指原莉乃

### 龐克搖滾
收錄於Type N第三音軌的B面曲《龐克搖滾》是由秋元康作詞，西島真實、力丸尊共同作曲與編曲。此曲是由全由姊妹團體NMB48成員組成的「NMB48選拔」演唱，而列名此選拔名單的則幾乎都是NMB48單曲選拔組的核心成員。此曲歌如其名，是一首在AKB48集團作品中罕見的龐克搖滾歌曲，由加入NMB48前曾與友人組過搖滾樂團、因擅長彈奏吉他而在歌迷中頗有名氣的山本彩擔任主唱。在對應新曲所拍攝的MV中，NMB48的成員們組成了一個虛構的龐克搖滾樂團，除了擔任主唱與主吉他手的山本彩外，另一位也有玩團經驗、多次在NMB48舞台表演中現場演奏爵士鼓的成員上西惠則在MV中負責鼓手位置。除了樂團演唱的畫面外，MV中也加入了在大阪當地代表性的傳統商店街黑門市場實際取景的影片。
參與此曲錄製的詳細NMB48成員名單如下（標註有負責樂器的是在MV中扮演樂團成員者）：
- Team N：加藤夕夏、小谷里歩（兼任AKB48 Team 4成员）、上西惠（鼓手）、山本彩（主唱/主吉他手、兼任AKB48 Team K成员）、吉田朱里
- Team M：白間美瑠（鍵盤手）、谷川愛梨、藤江麗奈（藤江れいな）、村瀨紗英、矢倉楓子（節奏吉他手、兼任AKB48 Team A成员）、山田菜菜（貝斯手、兼任SKE48 Team KII成员）
- Team BII：市川美織、梅田彩佳、澀谷凪咲（鈴鼓、兼任AKB48 Team 4成员）、藪下柊（沙鈴）、渡邊美優紀（節奏吉他手、兼任SKE48 Team S成员）

### 從打招呼開始
收錄於Type H第二音軌的B面曲《從打招呼開始》（挨拶から始めよう）是由秋元康作詞，曾替NMB48創作《在雛壇上發揮不了我的魅力》的木村有希作曲與編曲。這首歌是Team 8成立之後的第4首原創隊曲與第3首搭配有MV的作品，也是此次的單曲中唯一收錄以分隊為單位所演唱的新曲。
與新曲搭配的MV採用了AKB48過去未曾嘗試過的剪輯手法，針對此曲創作了一個風格類似YouTube、Dailymotion的虛構影片分享網站介面，再以網站中播放的分享影片串成一部MV。這些影片主要是46名Team 8成員在學校、自宅或是故鄉的知名景點所拍攝的日常生活影片，與模仿自行投稿影片風格的歌唱與舞蹈片段，經編排與後製後成為一首完整的歌曲。由於MV中的影片都是成員們在不同時間於不同地點拍攝，並沒有舞蹈編隊與相對的站位分配，但仍可以從影片的播放順序、擺放位置與所佔長度分辨出是以鳥取縣代表中野郁海為新曲center，而兩旁的前排成員則分別是北海道的坂口渚沙與熊本縣的倉野尾成美。
參與此曲錄製的46名成員之詳細名單如下（名單的順序是根據各成員所代表的都道府縣之編號順序遞增排列）：
- Team 8：坂口渚沙、橫山結衣、谷川聖、佐藤七海、早坂紬（早坂つむぎ）、佐藤朱、舞木香純、岡部麟、本田仁美、清水麻璃亞、髙橋彩音、吉川七瀬、小栗有以、小田繪里奈（小田えりな）、佐藤栞、左伴彩佳、藤村菜月、橫道侑里、服部有菜、山本亞依、橋本陽菜、北玲名、長久玲奈、近藤萌惠里、永野芹佳、太田奈緒、山田菜菜美（山田菜々美）、山本瑠香、大西桃香、濱咲友菜、中野郁海、阿部芽唯、人見古都音、谷優里、下尾美羽（下尾みう）、濵松里緒菜、行天優莉奈、高岡薰、廣瀨夏樹（廣瀬なつき）、福地禮奈、岩崎萌花、倉野尾成美、吉野未優、谷口萌香（谷口もか）、下青木香鈴、宮里莉羅

### 大人列車

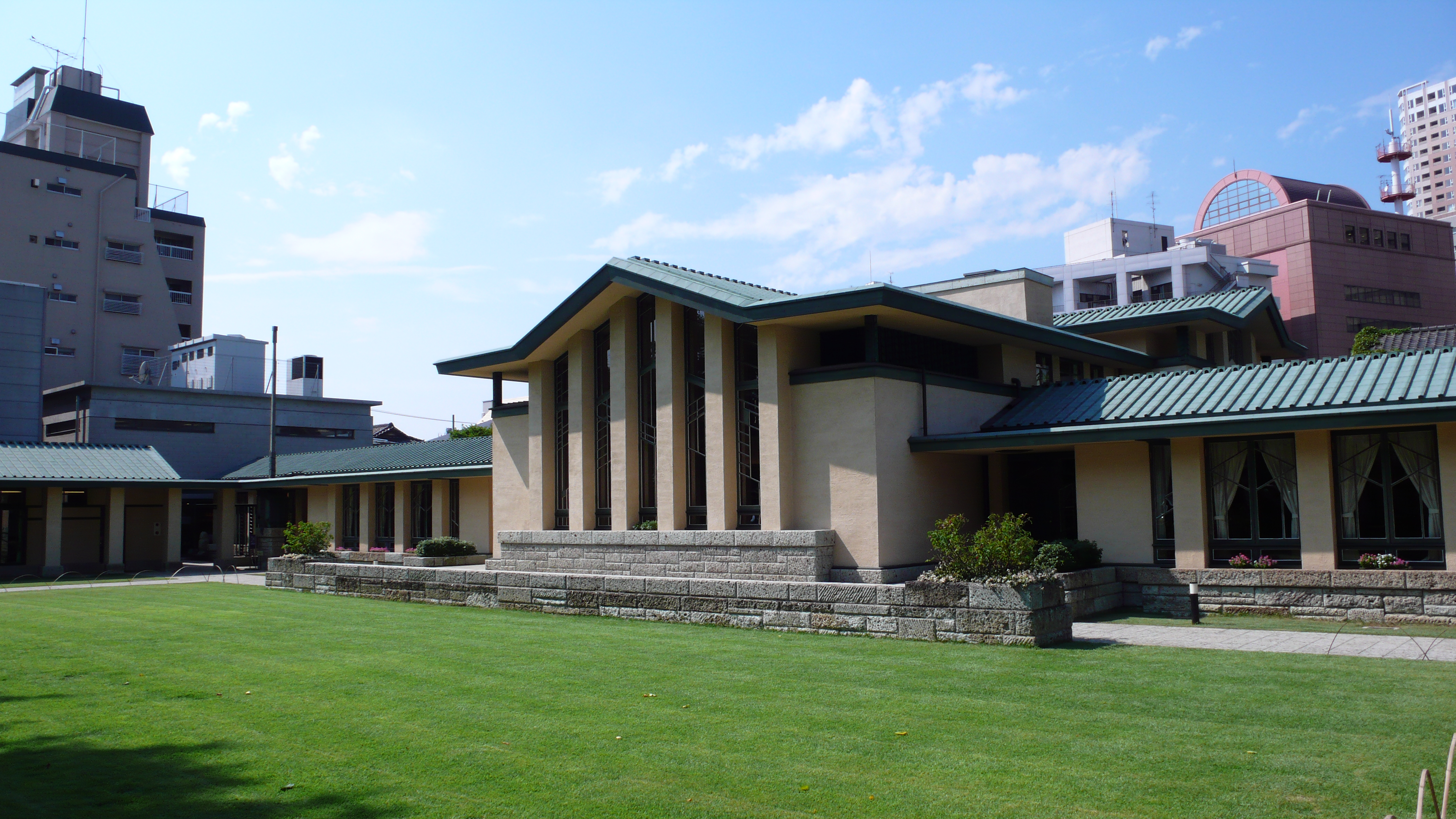
《大人列車》MV外景地點——自由學園明日館。

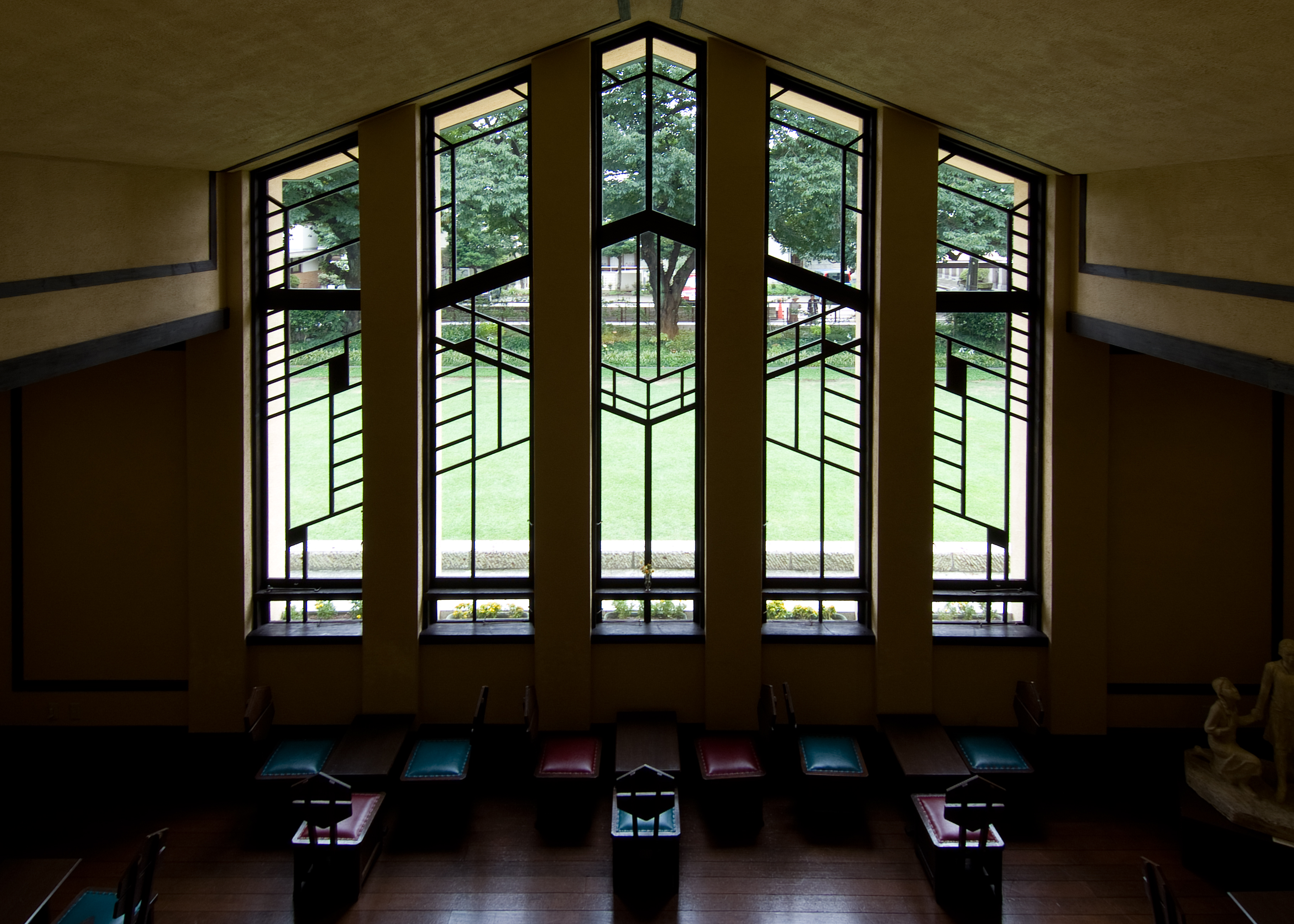
明日館的中央大廳，是MV劇情中被潑漆破壞的銅像放置的地點。

收錄於Type H第三音軌的B面曲《大人列車》是由秋元康作詞，曾替SKE48譜寫單曲《12月的袋鼠》（12月のカンガルー）的外山大輔作曲，野中「Masa」雄一編曲。此曲是由全由姊妹團體HKT48成員組成的「HKT48選拔」演唱，而此選拔的組成成員則包含了多位經常入選HKT48單曲選拔組的成員。
與本曲搭配的是一齣由曾替AKB48拍攝過包括《10年櫻》在內多首單曲MV的導演高橋榮樹執導、片長超過10分鐘的MV，由劇情故事與成員們的單人歌唱畫面串接而成。影片劇情的背景是設定在2035年時，講述宮脇咲良所飾演的女高中生，因遭到同學陷害而被班上同學們討厭並因此被霸凌，但在已經成為幽靈的其他15名成員之守護下洗刷了冤屈的故事。透過學校閣樓中發現的古老相片簿與老師的解說，宮脇才知道原來校園中那尊遭到潑漆破壞的銅像，是為了紀念15名在20年前的修學旅行途中遭遇嚴重的鐵路意外而喪命的學生們而設立，而那15名學生就是在背後守護著的幽靈們。在影片中並沒有進行隊形舞蹈，除了擔任主角的宮脇咲良外，兒玉遙與指原莉乃兩人是在劇情中擔當了較多戲份的主要配角。而在其他場合進行此曲的演唱時，則是以兒玉遙擔任隊形的center。
此曲的MV全都是在位於東京的池袋地區、由自由學園所擁有的學校與禮堂建築——自由學園明日館內拍攝。此建築是知名美國建築師法蘭克·洛伊·萊特（Frank Lloyd Wright）與學生遠藤新在1921年時設計建造，並在1997年時被日本政府指定為國家重要文化財。
參與此曲錄製的詳細HKT48成員名單如下：
- Team H：秋吉優花、穴井千尋、兒玉遙（兼任AKB48 Team K成员）、駒田京伽、坂口理子、指原莉乃、田島芽瑠、田中美久、松岡菜摘、矢吹奈子
- Team KIV：多田愛佳、冨吉明日香、朝長美櫻（兼任AKB48 Team B成员）、宮脇咲良（兼任AKB48 Team A成员）、本村碧唯、森保圓（森保まどか）

### 初戀的雄蕊
在劇場版第三音軌中收錄的《初戀的雄蕊》（初恋のおしべ）是一首由秋元康作詞，NaO與MATCH作曲，常與AKB48和作的若田部誠編曲的新歌。這首歌是跨集團小分隊小瓢蟲Chu!（てんとうむChu!）的第四首專屬原創歌曲，但與前三首不太一樣的是此曲是由小瓢蟲Chu!與另外一個三人小分隊「獨角仙Chu!」（かぶとむChu!）共同演唱。由於獨角仙Chu!是一個為了與小瓢蟲抗衡而由三名AKB48 14期生自行組成的抄襲惡搞小隊，因此是少見的、由成員私自組成的小團體受到經營團隊注目而搬上枱面的特例。
參與歌曲錄製的詳細成員名單如下（其中標有「*」符號者是獨角仙Chu!的成員）：
- AKB48
  - Team K：小嶋真子
  - Team B：內山奈月*、橋本耀*
  - Team 4：岡田奈奈（岡田奈々）、西野未姬、前田美月*
- SKE48 Team S：北川綾巴
- NMB48 Team BII：澀谷凪咲（兼任AKB48 Team 4成员）
- HKT48
  - Team H：田島芽瑠
  - Team KIV：朝長美櫻（兼任AKB48 Team B成员）

## 外部連結
- （日語）單曲唱片介紹（國王唱片官方網站）：
  - Type A 初回限定版 （页面存档备份，存于）、通常版 （页面存档备份，存于）
  - Type S 初回限定版 （页面存档备份，存于）、通常版 （页面存档备份，存于）
  - Type N 初回限定版 （页面存档备份，存于）、通常版 （页面存档备份，存于）
  - Type H 初回限定版 （页面存档备份，存于）、通常版 （页面存档备份，存于）
  - 劇場版（页面存档备份，存于）

- 歌曲剪輯版MV（AKB48官方YouTube頻道）：
  - YouTube上的《Green Flash》Short ver.
  - YouTube上的《來真的嗎Fight》Short ver.
  - YouTube上的《春光 靠近的夏日》Short ver.
  - YouTube上的《混混搖滾》Short ver.
  - YouTube上的《如果世界在哭泣》Short ver.
  - YouTube上的《龐克搖滾》Short ver.
  - YouTube上的《鞋與傘的故事》Short ver.
  - YouTube上的《從打招呼開始》Short ver.
  - YouTube上的《大人列車》Short ver.